# Peralillo
Peralillo este un târg și comună din provincia Colchagua, regiunea O'Higgins, Chile, cu o populație de 10.682 locuitori (2012) și o suprafață de 282,6 km2.